# Konglungen
Konglungen är en tätort i Askers kommun i Akershus fylke i sydöstra Norge. Orten ligger längst ute på en halvö i Oslofjorden, öster om kommunens centralort Asker.